# Danmarks runeindskrifter 361
DR 361, Halahultstenen, är en runsten av granit i Halahult, Åryds socken och Karlshamns kommun. Futharkinskrift. Ristningen är upptäckt år 1747. Ytterligare en del av runristningen påträffades i juli 2022, de nyfynna runorna (2-3 st) utgörs av s.k. gyllentalsrunor.

## Inskriften
Translitterering av runraden:
fuþork(h)niastblm
Normalisering till äldre fornsvenska:
''fuþorkhniastblm[y]''
Stenen är förmodligen en medeltida, kanske till och med modern imitation. Runorna påminner starkt om kalenderrunor. Vanliga vikingatida runföljd är omvandlat från ml till lm, som imiterar det latinska alfabetet. Möjligen, enligt Magnus Källström, är runraden hämtat från Bureus Rvna ABC-boken (1611).